# NGC 5020
NGC 5020 ist eine Balkenspiralgalaxie vom Hubble-Typ SBbc im Sternbild der Jungfrau, die etwa 149 Millionen Lichtjahre von der Milchstraße entfernt ist. Gemeinsam mit PGC 45741 und PGC 45750 bildet sie die kleine Galaxiengruppe LGG 335.
Sie wurde am 12. April 1784 von Wilhelm Herschel mit einem 18,7-Zoll-Spiegelteleskop entdeckt, der sie dabei mit „F, pL, lbM, R, r“ beschrieb.

## NGC 5020-Gruppe (LGG 335)
| Galaxie   | Alternativname | Entfernung/Mio. Lj |
| --------- | -------------- | ------------------ |
| NGC 5020  | PGC 45833      | 149                |
| PGC 45741 | UGC 8253       | 147                |
| PGC 45750 | UGC 8255       | 149                |